# Pliosaurus
Pliosaurus  (Gr.: pleion = mehr, sauros = Echse; um zu verdeutlichen, dass das Tier krokodilähnlicher war als Plesiosaurus) ist ein ausgestorbenes Meeresreptil aus der Gruppe der Plesiosaurier (Plesiosauria) aus dem Mittel- und Oberjura. 

## Funde
Die Gattung ist durch einige teilweise erhaltene Skelette schon im 19. Jahrhundert bekannt. Ein fast vollständiges Skelett eines 2,1 m langen P. brachyspondylus wurde erst 1994 von dem Fossiliensucher Simon Carpenter in der südenglischen Grafschaft Wiltshire gefunden. Teile eines etwa 15 m großen Exemplars wurden im August 2007 von Jørn H. Hurum auf Spitzbergen ausgegraben. Aus Deutschland war ein ca. 25 cm langer Zahn bekannt, der als P. giganteus beschrieben wurde.

## Beschreibung
Pliosaurus war ein typischer Vertreter und die namensgebende Gattung der Pliosaurier (Pliosauroidea), die sich durch den kurzen Hals und 
den langen, spitz zulaufenden Kopf von den eigentlichen Plesiosauriern (Plesiosauroidea) unterscheiden. Pliosaurus wurde etwa 10 bis 15 m lang, seine Kopflänge betrug 1,5 bis 2,5 m. Seine Augen waren groß, die Orbita mit einem Ring von Knochenplatten verstärkt. Die äußeren Nasenlöcher waren sehr klein, genau so groß wie bei Rhomaleosaurus, der nur halb so groß wurde wie Pliosaurus. Möglicherweise atmete das Tier beim Auftauchen mit dem Maul. Die äußeren Nasenlöcher dienten dem Riechen unter Wasser.
Die Kiefer bargen insgesamt 30 bis 38 Zähne, von denen zehn bis zwölf auf jedem Unterkieferast saßen. Die ersten fünf bis sechs dieser Zähne waren vergrößert. Einige Autoren unterscheiden Pliosaurus nicht von Liopleurodon. Die Zähne des letzteren waren konisch, rund im Querschnitt, die von Pliosaurus hatten einen dreieckigen Querschnitt.
Derzeit schließt diese Gattung die zwei größten bekannten Pliosaurier ein, P. macromerus und P. funkei, die bis zu 15 m Körperlänge erreichten.

## Lebensweise
Pliosaurus war wahrscheinlich ein opportunistischer Jäger, der ein breites Spektrum von Beutetieren, Fische, Kopffüßer und andere Meeresreptilien jagte und seine Beute mit den Augen und dem Geruchssinn aufspürte. Eventuell fraß er auch Aas, wie ins Meer geratene Dinosaurierkadaver. Bei einem Pliosaurus-Fossil fand man drei ursprünglich mit einer Hornschicht bedeckte Knochenschuppen, die nicht von einem Pliosaurus stammten, sondern als Schuppen eines gepanzerten Vogelbeckendinosauriers (Ankylosauria oder Stegosauria) identifiziert wurden. Sie befanden sich möglicherweise im Magen des Pliosaurus.

## Arten
Die Gattung Pliosaurus umfasst die großen, jurassischen Pliosauridae mit dreikantigem Zahnprofil. In der Gattung wurden zahlreiche Arten beschrieben, deren tatsächliche Artzugehörigkeit zweifelhaft ist, weil sie anhand von taxonomisch nicht verwendbarem Skelettmaterial wie zum Beispiel Wirbeln erfolgte. Andere, vor allem fragmentarisch erhaltene, Fossilien können zwar der Gattung zugeschrieben werden, ihre Artzugehörigkeit ist aber nicht bestimmbar oder zweifelhaft. Heute werden die folgenden Arten als (möglicherweise) valide betrachtet
- Pliosaurus brachydeirus Owen, 1841 (Typusart)
- Pliosaurus brachyspondylus (Owen, 1840)
- Pliosaurus macromerus (Phillips, 1871)
- Pliosaurus funkei Knutsen, Druckenmiller & Hurum, 2012 (Spitzbergen)[7]
- Pliosaurus rossicus Nowoschilow, 1948 (Russland)
- Pliosaurus kevani Benson et al., 2013
- Pliosaurus westburyensis Benson et al., 2013
- Pliosaurus carpenteri Benson et al., 2013

Benson und Kollegen betrachten auch Pliosaurus brachyspondylus und Pliosaurus macromerus als zweifelhafte Arten (Nomina dubia), weil als Typus dieser Arten Wirbel ausgewählt worden sind, anhand derer sich die Arten nicht diagnostizieren lassen.